# Преобразование Мёбиуса

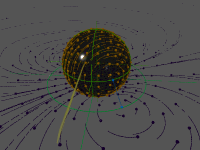
Вид преобразований на комплексной плоскости (серая) и сфере Римана (чёрная)

Преобразова́ние Мёбиуса — преобразование одноточечной компактификации евклидова пространства {\displaystyle {\widehat {\mathbb {R} }}^{n}=\mathbb {R} ^{n}\cup \{\infty \}}, представляющее собой композицию конечного числа инверсий относительно гиперсфер и отражений относительно гиперплоскостей.
На комплексной плоскости преобразования Мёбиуса суть простейшие конформные преобразования, а в расширенных вещественных пространствах размерностей больше двух все конформные отображения мёбиусовы по теореме Лиувилля.
Общая мёбиусова группа {\displaystyle GM({\widehat {\mathbb {R} }})^{n}} — конечномерная группа всех преобразования Мёбиуса пространства {\displaystyle {\widehat {\mathbb {R} }}^{n}}.
Мёбиусова группа {\displaystyle M({\widehat {\mathbb {R} }})^{n}} — подгруппа общей мёбиусовой группы {\displaystyle GM({\widehat {\mathbb {R} }})^{n}} всех преобразования Мёбиуса, сохраняющих ориентацию пространства {\displaystyle {\widehat {\mathbb {R} }}^{n}}, причём эта подгруппа изоморфна специальной ортогональной группе {\displaystyle SO(n+1,1)}.
В англоязычной литературе термин «преобразование Мёбиуса» часто определяют только для частного случая преобразования Мёбиуса на расширенной комплексной плоскости, считающегося классическим, для которого в русскоязычной литературе используют термин дробно-линейное преобразование.
В классическом двумерном случае {\displaystyle \mathbb {R} ^{2}} преобразование Мёбиуса, оно же круговое преобразование, определяется как отображающее окружность на окружность. Здесь возможны два случая:
- преобразование Мёбиуса как точечное преобразование — преобразование одноточечной компактификации евклидова пространства {\displaystyle {\widehat {\mathbb {R} }}^{2}=\mathbb {R} ^{2}\cup \{\infty \}}, отображающее окружность или прямую в окружность или прямую. Имеет место точечная аналлагматическая геометрия;
- преобразование Мёбиуса как неточечное преобразование — касательное преобразование, основной элемент которого  не точка, а линейный элемент (прямая и точка — частный случай окружности). Имеет место круговая аналлагматическая геометрия.

Для случая {\displaystyle n=1} одноточечная компактификация прямой представляет собой проективно расширенную числовую прямую. На ней преобразования Мёбиуса могут быть определены аналогично комплексному случаю с помощью дробно-линейных функций.

## Проективно расширенная числовая прямая
В случае {\displaystyle n=1} пространство {\displaystyle \mathbb {R} \cup \{\infty \}} представляет собой расширенную числовую прямую. В этом случае преобразование Мёбиуса допускает альтернативное определение при помощи дробно-линейной функции:
{\displaystyle f(x)={\begin{cases}\displaystyle {\frac {ax+b}{cx+d}},&x\neq \infty \\\displaystyle {\frac {a}{c}},&x=\infty \end{cases}}\quad a,b,c,d\in \mathbb {R} ,\quad \left|{\begin{matrix}a&b\\c&d\end{matrix}}\right|\neq 0}

## Расширенная комплексная плоскость
В случае {\displaystyle n=2} пространство {\displaystyle \mathbb {R} ^{2}\cup \{\infty \}} можно рассматривать как расширенную комплексную плоскость. При таком рассмотрении частный случай преобразования Мёбиуса также называется дробно-линейным преобразованием и допускает альтернативное определение при помощи дробно-линейной функции:
{\displaystyle f(x)={\begin{cases}\displaystyle {\frac {ax+b}{cx+d}},&x\neq \infty ,\\\displaystyle {\frac {a}{c}},&x=\infty ,\end{cases}}\quad a,b,c,d\in \mathbb {C} ,\quad \left|{\begin{matrix}a&b\\c&d\end{matrix}}\right|\neq 0}
В пространстве размерности 2 преобразование Мёбиуса переводит обобщённые окружности в обобщённые окружности.
Легко проверяются следующие простые свойства:
1. Тождественное отображение {\displaystyle f(z)=z} также является частным случаем дробно-линейной функции. Достаточно подставить {\displaystyle a=d=1,\;b=c=0.}
2. Суперпозиция дробно-линейных отображений также будет представлять собой дробно-линейную функцию.
3. Функция, обратная дробно-линейной, также будет являться такой.

Отсюда следует, что дробно-линейные отображения будут образовывать группу относительно операции суперпозиции (группа автоморфизмов сферы Римана, именуемая также группой Мёбиуса).
Эта группа является комплексно-трёхмерной группой Ли.

### Алгебраические свойства
При умножении параметров {\displaystyle a}, {\displaystyle b}, {\displaystyle c}, {\displaystyle d} на ненулевое комплексное число преобразование не меняется.
Говоря формально, группа Мёбиуса является проективизацией группы {\displaystyle GL_{2}(\mathbb {C} )}, то есть имеет место эпиморфизм: {\displaystyle \left({\begin{matrix}a&&b\\c&&d\end{matrix}}\right)\to {\frac {az+b}{cz+d}}}.
Группа Мёбиуса изоморфна специальной ортохронной группе Лоренца {\displaystyle SO^{\uparrow }(1,\;3)}.
Предположим, что матрица, соответствующая преобразованию, нормализована, то есть удовлетворяет условию {\displaystyle ad-bc=1}. Тогда, в зависимости от следа этой матрицы, равного {\displaystyle a+d}, можно классифицировать все дробно-линейные отображения на три типа:
- эллиптические: {\displaystyle |a+d|<2};
- параболические: {\displaystyle a+d=\pm 2};
- гиперболические: {\displaystyle |a+d|>2}.

### Геометрические свойства
Во-первых, любое дробно-линейное отображение может быть представлено в виде комбинации сдвигов, инверсий, поворотов и растяжений. Это доказывается просто — произвольное отображение {\displaystyle f(z)={\frac {az+b}{cz+d}}} разложимо в суперпозицию четырёх функций:
{\displaystyle f(z)=f_{4}(f_{3}(f_{2}(f_{1}(z)))),}
где
{\displaystyle {\begin{matrix}f_{1}(z)&=&z+{\dfrac {d}{c}},\\f_{2}(z)&=&{\dfrac {1}{z}},\\f_{3}(z)&=&-{\dfrac {ad-bc}{c^{2}}}z,\\f_{4}(z)&=&z+{\dfrac {a}{c}}.\end{matrix}}}
Во-вторых, непосредственно из этого сразу следует свойство сохранения углов и сохранения окружностей при дробно-линейном отображении, так как все отображения, входящие в суперпозицию, конформны. Здесь подразумеваются окружности на сфере Римана, в число которых входят прямые на плоскости.
Далее, для трёх попарно различных точек {\displaystyle z_{1},\;z_{2},\;z_{3}} существует единственное дробно-линейное отображение, переводящее эти три точки в заданные три попарно различные точки {\displaystyle w_{1},\;w_{2},\;w_{3}}. Оно строится, исходя из того, что дробно-линейные отображения сохраняют ангармоническое отношение четырёх точек комплексной плоскости. Если точка {\displaystyle w(z)} является образом точки {\displaystyle z}, то выполняется равенство
{\displaystyle {\frac {(z_{1}-z_{3})(z_{2}-z)}{(z_{1}-z)(z_{2}-z_{3})}}={\frac {(w_{1}-w_{3})(w_{2}-w(z))}{(w_{1}-w(z))(w_{2}-w_{3})}},}
которое (при условии, что {\displaystyle z_{i}\neq z_{j},w_{i}\neq w_{j}} при {\displaystyle i\neq j}) однозначно определяет искомое отображение {\displaystyle w(z).}

### Преобразование Мёбиуса иединичный круг
Преобразование Мёбиуса
{\displaystyle f(z)={\frac {az+b}{cz+d}}}
является автоморфизмом единичного круга {\displaystyle \Delta =\{z\in {\mathbb {C} }:\,|z|<1\}} тогда и только тогда, когда
{\displaystyle a{\bar {b}}=c{\bar {d}}} и {\displaystyle |a|=|d|>|c|}. 
Как для сферы Римана, так и для единичного круга дробно-линейными функциями исчерпываются все конформные автоморфизмы. Автоморфизмы единичного круга образуют вещественно-трёхмерную подгруппу группы Мёбиуса; каждый из них выражается в виде:
{\displaystyle f(z)=e^{i\varphi }{\frac {z+\beta }{{\bar {\beta }}z+1}},\quad \beta \in \Delta ,\quad |e^{i\varphi }|=1.}

### Примеры
Одним из важных примеров дробно-линейной функции является преобразование Кэли:
{\displaystyle W(z)={\frac {z-i}{z+i}}.}
Оно связывает две канонические области на комплексной плоскости, отображая верхнюю полуплоскость {\displaystyle {\mathbb {C} }^{+}} в единичный круг {\displaystyle \Delta }.

## Пространства старших размерностей
Начиная с {\displaystyle n=3} любое конформное отображение является преобразованием Мёбиуса. Преобразования Мёбиуса имеют один из следующих видов:
- {\displaystyle f(x)=b+A(x-a)}
- {\displaystyle f(x)=b+{\dfrac {A(x-a)}{|x-a|^{2}}}},

где {\displaystyle a,b\in \mathbb {R} }, {\displaystyle A} — ортогональная матрица.